# Rolls-Royce Phantom Drophead Coupé
Pour les articles homonymes, voir Rolls-Royce Phantom.
La Rolls-Royce Phantom Drophead Coupé est un cabriolet fabriqué par le constructeur automobile britannique Rolls-Royce présenté en janvier 2007 du salon international de l'automobile d'Amérique du Nord  à Détroit (Michigan). Il est basé sur la Rolls-Royce Phantom de 2003.

## Présentation
La Rolls-Royce Phantom Drophead Coupé est construite à Goodwood au Royaume-Uni, dans la nouvelle usine construite par BMW.

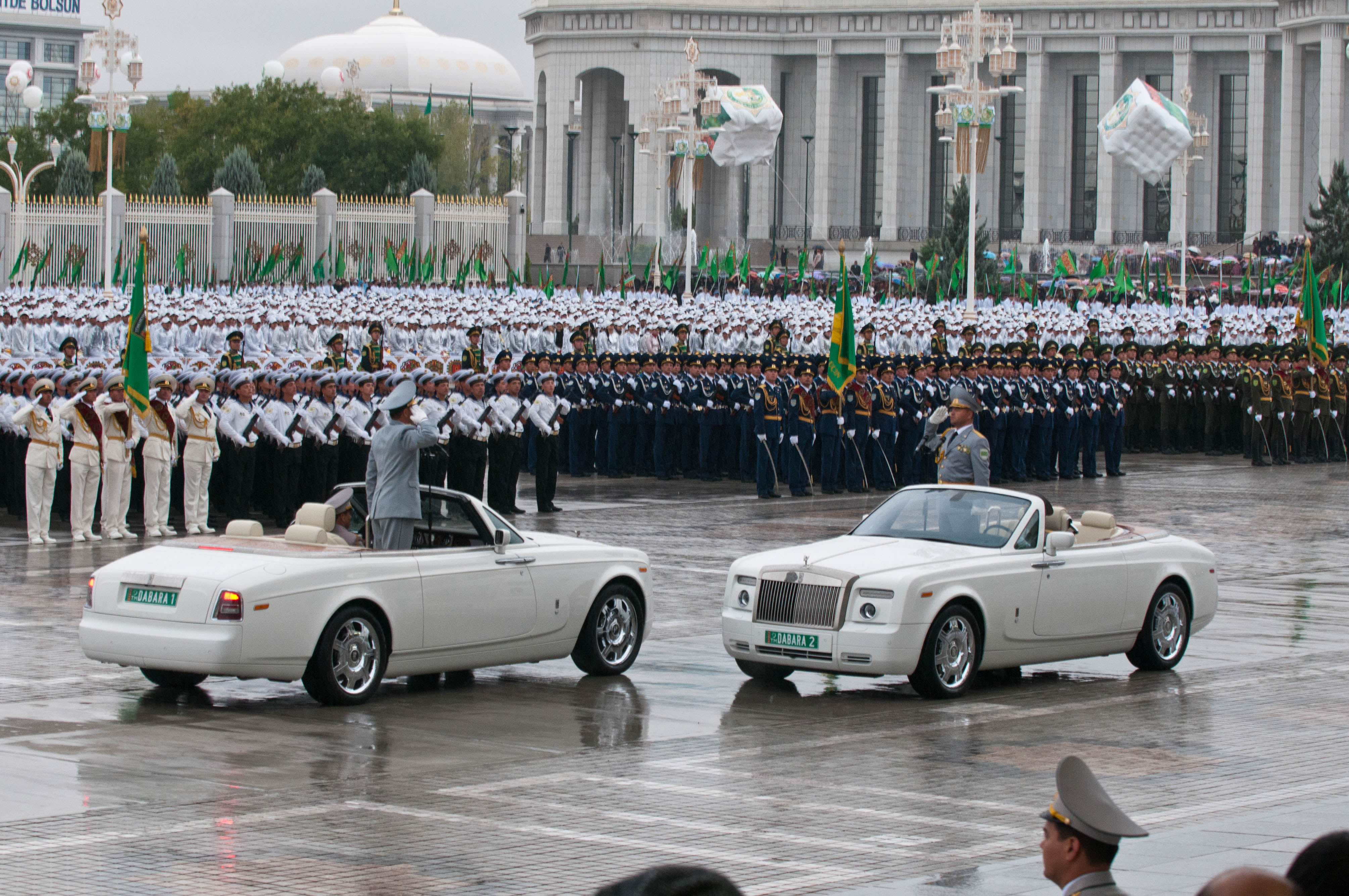
Rolls-Royce Phantom Drophead Coupé au Turkménistan.
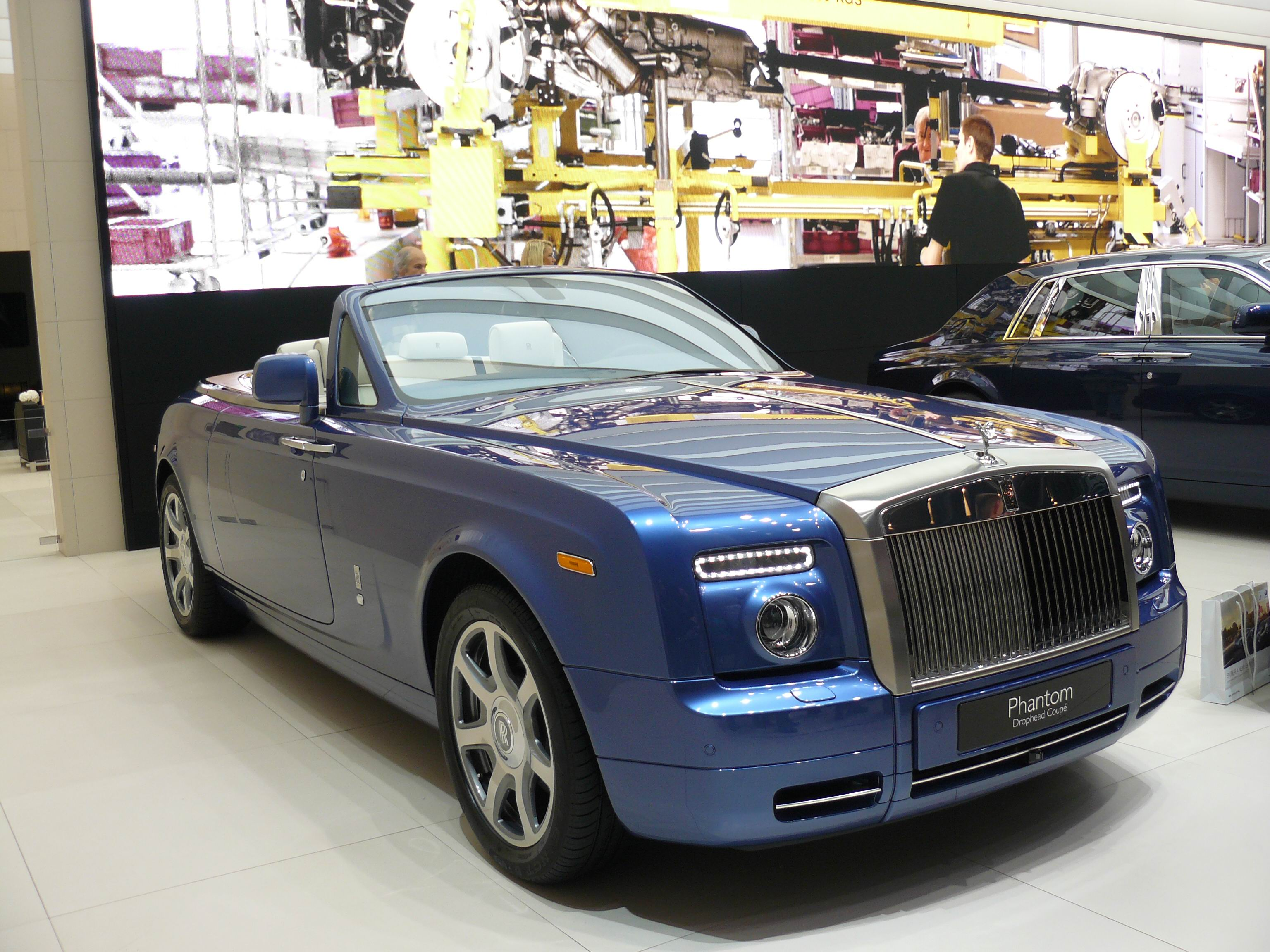
Rolls Royce Phantom Drophead Coupé au salon de Francfort 2011.